# Beatrice di Lascaris
Beatrice di Lascaris, albo Beatrice Balbo Lascaris-Tenda, zwana Beatrice di Tenda, (ur. w Tende w 1372, zm. w Binasco 13 września 1418) - szlachcianka włoska, żona kondotiera Facino Cane, a następnie księcia Mediolanu Filipa Marii Viscontiego.

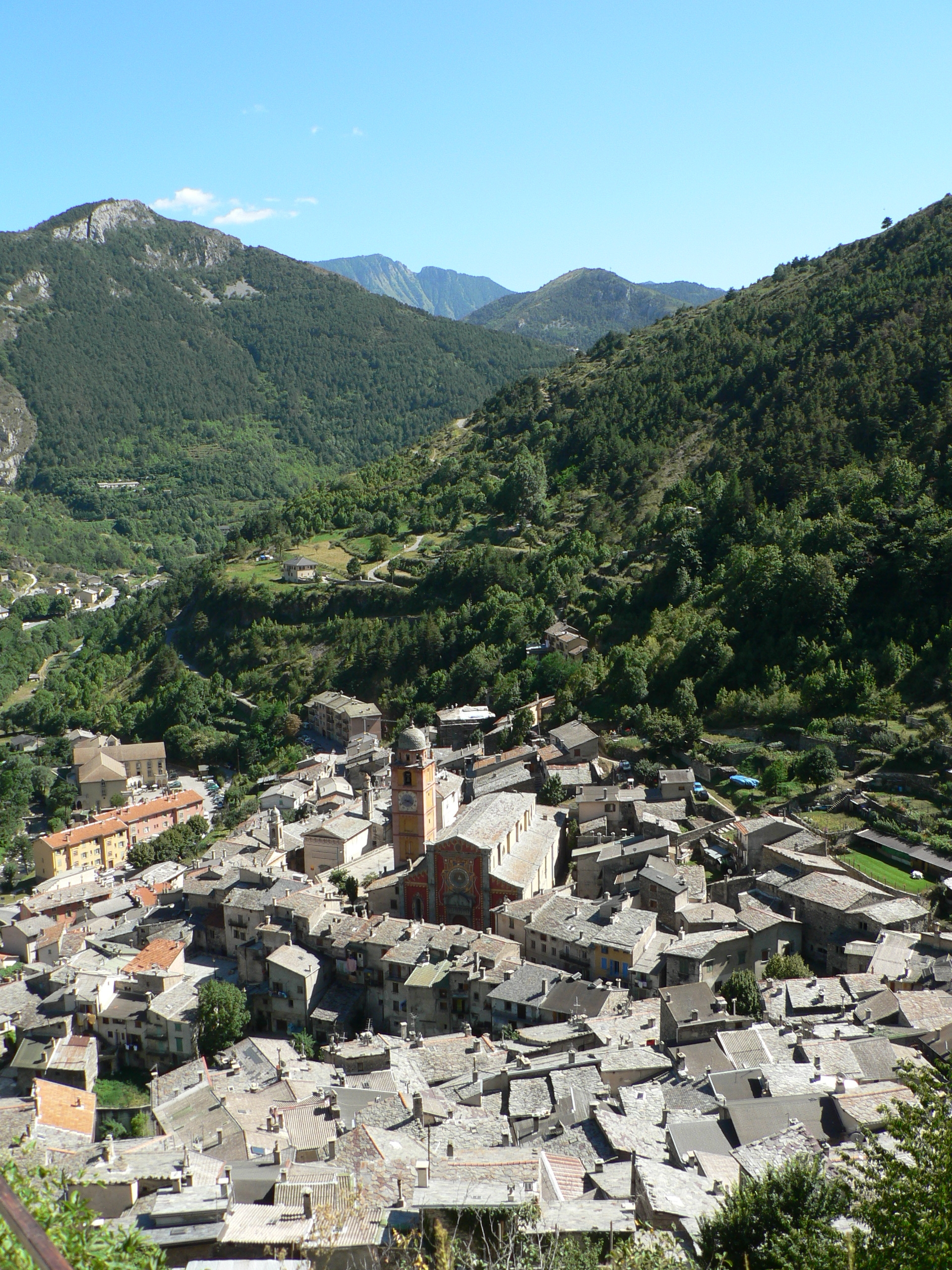
Tende - miejsce urodzenia Beatrice

Ojcem jej był hrabia Tende Pietro Balbi Lascaris, a matką Poligena. Spokrewniona była z cesarską rodziną z Bizancjum poprzez Eudoksję Lascaris, córkę Teodora II, cesarza Nicei a żonę Guglielmo Pietro, hrabiego Ventimiglia. Poślubiła kondotiera Facino Cane, który ją porwał z ojcowskiego zamku i zabrał ze sobą. Dzieliła z nim trudy wojenne i stała się uczestniczką jego wypraw. Była też zrównoważoną doradczynią w czasie walki, jaką Cane toczył o objęcie władzy w księstwie Mediolanu. Po śmierci Facino Cane wyszła powtórnie za mąż za księcia Filipa Marię Viscontiego (1412), wnosząc duży posag w postaci 4000 dukatów w złocie i niektórych posiadłości w Piemoncie. Dzięki temu Filip Maria mógł spłacić długi zaciągnięte przez jego brata i poprzednika Giovanniego Marię oraz uporządkować państwo i umocnić swoją władzę.
W 1418, prawdopodobnie w celu zagarnięcia jej dóbr, mąż oskarżył ją o cudzołóstwo. Po przyznaniu się do tego na torturach, Beatrice została skazana na śmierć i ścięta 13 września w zamku Binasco razem ze swoim rzekomym kochankiem. Plan pozbycia się Beatrice być może został przygotowany przy współpracy Agnese del Maino, damy dworu Beatrice i zarazem kochanki jej męża.
Jest tytułową bohaterką opery Beatrycze z Tendy Vincenza Belliniego z librettem Felice Romaniego.
13 czerwca 1869 władze Mediolanu umieściły w Castello Sforzesco tablicę poświęconą pamięci Beatrice di Tenda.